# Jiří Starosta
Jiří Starosta (22. dubna 1924 Muglinov – 15. února 2012) byl český fotbalový záložník, který se později proslavil jako trenér.

## Trenérská kariéra
Na konci 50. let 20. století se ujal etiopské fotbalové reprezentace, s níž vybojoval bronzové medaile na Africkém poháru národů 1959. Turnaje se však účastnila pouze tři mužstva, Etiopané prohráli obě svá utkání a nevstřelili ani branku. V 60. letech trénoval fotbalovou reprezentaci Kuby.
Největšího úspěchu dosáhl se Súdánem, který hostil Africký pohár národů 1970 a pod Starostovým vedením v turnaji zvítězil. Podle jiného zdroje (rsssf.com) vedl Starosta mužstvo během roku 1969 v africké kvalifikaci na Mistrovství světa ve fotbale 1970 a před mistrovstvím Afriky měl být nahrazen súdánským trenérem (Abdel-Fattah Hamad Abu-Zeid).
Po návratu do vlasti se věnoval teoretické práci ve fotbalovém svazu, vedl Ústřední trenérskou radu a Komisi vrcholového fotbalu.
Ve středu 7. září 1977 vedl společně s Jozefem Venglošem i československou fotbalovou reprezentaci. V zápase proti Turecku (výhra 1:0, branku vstřelil Miroslav Gajdůšek) zastoupil zdravotně indisponovaného Václava Ježka. V tomto utkání nastoupili tři hráči, pro které to byl jediný reprezentační start – kanonýr Lokomotívy Košice Ladislav Józsa, trenčínský Alexander Kovács a brankář Slavie František Zlámal.
V nejvyšší soutěži stál na lavičce Vítkovic ve dvou posledních zápasech ročníku 1983/84.

## Hráčská kariéra
V československé lize hrál za Vítkovické železárny, vstřelil čtyři prvoligové branky.

### Reprezentace
Jednou nastoupil za B-mužstvo Československa, aniž by skóroval. Toto utkání se hrálo v neděli 22. října 1950 v Brně (stadion Sokola GZ Královo Pole) proti B-mužstvu Polska (prohra 1:3).

### Prvoligová bilance
| Ročník             | Zápasy | Góly | Minuty | Klub                 |
| ------------------ | ------ | ---- | ------ | -------------------- |
| I. liga 1950       | –      | 2    | –      | Vítkovické železárny |
| I. liga 1951       | –      | 1    | –      | Vítkovické železárny |
| I. liga 1952       | –      | 1    | –      | Vítkovické železárny |
| CELKEM I. ČS. LIGA | –      | 4    | –      |                      |